# Сеть инженерно-сейсмического моделирования
Сеть инженерно-сейсмического моделирования им. Дж. Е. Брауна (англ. NEES, The George E. Brown, Jr. Network for Earthquake Engineering Simulation) создана Национальным научным фондом США, чтобы способствовать лучшему взаимодействию и использованию материальных ресурсов университетов США при изучении сейсмостойкости зданий и сооружений.